# Yên Tử (phường)
Yên Tử là một phường thuộc tỉnh Quảng Ninh, Việt Nam.